# 白金酒造
白金酒造株式会社（しらかねしゅぞう）は、鹿児島県姶良市にある焼酎メーカー。

## 概要
明治2年創業の、130年以上の歴史を持つ鹿児島県内の蔵元で最も古い蔵元。株式会社サークルKサンクスから地元メーカーと組んで2018年11月から期間限定で「龍神蔵」(黒麹)を使用したオリジナルパン2アイテムを発売。

## 沿革
- 1869年（明治2年）- 創業
- 1912年（大正元年）- 「白金乃露」を発売。

## 製品
焼酎
- 白金乃露
- 白金乃露 黒
- 芳醇 白金乃露
- 特別限定品 芳醇 白金乃露
- 白金乃露 紅

リキュール
- 菜の花梅酒
- 黒酢梅酒